# Bogdan Grenda
Bogdan Grenda – polski oficer, pułkownik Sił Zbrojnych Rzeczypospolitej Polskiej, profesor, doktor habilitowany nauk społecznych w zakresie nauk o obronności, profesor nadzwyczajny Akademii Sztuki Wojennej, w latach 2017–2020 dziekan Wydziału Bezpieczeństwa Narodowego tej uczelni, specjalność naukowa: siły powietrzne.

## Życiorys
Bogdan Grenda ukończył w 1989 roku Liceum Lotnicze w Dęblinie. Następnie ukończył Wyższą Oficerską Szkołę Lotniczą w Dęblinie, studia podyplomowe „Dowódczo-Sztabowe” w Akademii Obrony Narodowej oraz Logistykę na Uniwersytecie Ekonomicznym w Poznaniu.
W 2006 na podstawie napisanej pod kierunkiem Romualda Mańkowskiego rozprawy pt. Cywilne centra logistyczne w logistyce Sił Powietrznych Rzeczypospolitej Polskiej uzyskał w 2006 na Wydziale Lotnictwa i Obrony Powietrznej Akademii Obrony Narodowej stopień naukowy doktora w dyscyplinie nauki wojskowe w specjalności siły powietrzne. Na tej samej uczelni w Wydziale Zarządzania i Dowodzenia na podstawie dorobku naukowego oraz monografii pt. System walki Sił Powietrznych Rzeczypospolitej Polskiej nadano mu w 2015 stopień naukowy doktora habilitowanego nauk społecznych w dyscyplinie nauki o obronności.
Był adiunktem i profesorem nadzwyczajnym w Instytucie Lotnictwa i Obrony Powietrznej Wydziału Zarządzania i Dowodzenia Akademii Obrony Narodowej. Został profesorem nadzwyczajnym w Instytucie Studiów Strategicznych Wydziału Bezpieczeństwa Narodowego Akademii Sztuki Wojennej oraz profesorem nadzwyczajnym w Instytucie Nauk Społeczno-Ekonomicznych Wydziału Finansów i Bankowości Wyższej Szkoły Bankowej w Poznaniu.
Pełnił funkcję prodziekana Wydziału Zarządzania i Dowodzenia Akademii Obrony Narodowej. Został także prodziekanem Wydziału Bezpieczeństwa Narodowego Akademii Sztuki Wojennej. 1 września 2017 powołano go na stanowisko dziekana tego wydziału, z którego odwołano go 14 stycznia 2020.
Pod jego kierunkiem stopień naukowy doktora uzyskał Patryk Jaki.
Był recenzentem w postępowaniu habilitacyjnym Marka Fałdowskiego.